# إفتان ديسه خاتون
إفتان ديسه خاتون هي زوجة السلطان العثماني أورخان غازي. وابنة محمود بن غندوز ألب عم أورخان وشقيق والده عُثمان بن أرطغرل .

## الملاحظات
1. ↑  Leslie P. Peirce (1993). The Imperial Harem: Women and Sovereignty in the Ottoman Empire. Oxford University Press. ص. 106–107. ISBN:978-0-195-08677-5. مؤرشف من الأصل في 2019-07-15.